# Штрафной удар (фильм)
«Штрафной удар» — советский художественный фильм 1963 года, кинокомедия.

## Сюжет
История о предприимчивом сельском руководителе (бывшем руководителе животноводческого комплекса) товарище Кукушкине (М. Пуговкин), который, получив задание поднять авторитет спорта на селе, смекнул, что успехи местной спортивной команды можно повысить очень быстро, если пригласить профессионалов выступить под вымышленными фамилиями на областной спартакиаде (перед тем он стал «звездой прессы», добившись выдающихся показателей в сдаче масла, которое, как потом выяснилось, он скупал в магазинах соседнего района).
Вся наёмная компания («комбайнеры», «механизаторы») отправилась в путь. Однако дорожное знакомство с корреспонденткой газеты Людой Миловановой привело к тому, что скандал по поводу очковтирательства теперь неизбежен.
Соревнования идут своим чередом: выступают конники (на снегу ипподрома), прыгуны с трамплина… Неожиданно корреспондентка перед началом хоккейного матча громогласно через вещание объявляет зрителям о подставе. Матч в итоге проваливается (сокомандники не поддерживают «засланца»).
В финале фильма товарищ Кукушкин сидит и, беседуя с собакой, гадает, как же сложится его дальнейшая судьба — перебросят «на другую работу» или же это конец карьеры.

## В ролях
- Михаил Пуговкин — Кукушкин Павел Васильевич, руководитель в Петровском районе
- Лилиана Алешникова — Людмила Милованова, корреспондент
- Владимир Трещалов — мастер спорта по хоккею Игорь Королёв, он же комбайнер Семёнов
- Владимир Высоцкий — гимнаст Юрий Никулин, он же наездник Маслюков
- Владимир Яновскис — боксёр Ян Сизов, он же фигурист Иван Дубров
- Владимир Гудков — конькобежец Владимир Кузин
- Игорь Пушкарёв — легкоатлет Виктор Гончаров, он же лыжник-прыгун Калачёв
- Елена Понсова — секретарь редакции
- Николай Сморчков — комбайнер Яков Михайлов
- Юрий Медведев — корреспондент
- Лариса Лужина — телеведущая
- Георгий Тусузов — врач
- Ян Спарре — спортивный радиокомментатор (камео)
- Наталья Седых — фигуристка

## Съёмочная группа
- Автор сценария: Владлен Бахнов, Яков Костюковский
- Режиссёр: Вениамин Дорман
- Оператор: Константин Арутюнов
- Художник: Марк Горелик
- Композитор: Никита Богословский
- Оркестр Главного управления по производству фильмов (дирижёр — Эмин Хачатурян)

## Съёмки
Съёмки горнолыжных склонов проходили на Чимбулаке, съёмки конькобежного катка — на старом Медео.